# Mark Gill (Filmregisseur)

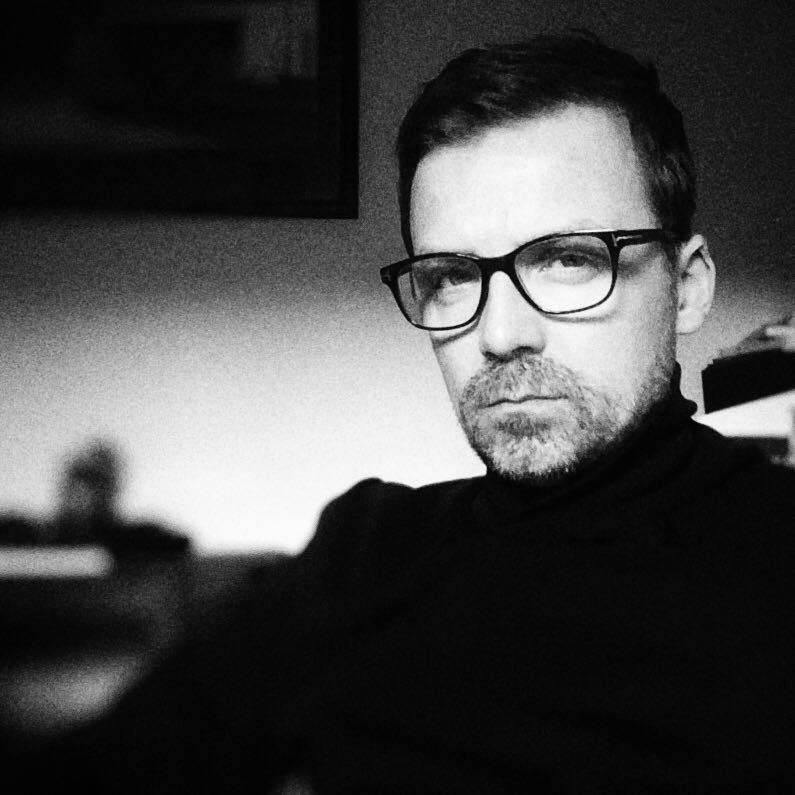
Mark Gill

Mark Gill (* 20. Jahrhundert in Stretford, Manchester) ist ein britischer Filmregisseur. 

## Leben
Mark Gill studierte Filmproduktion an der University of Central Lancashire und machte seinen Abschluss im Jahr 2004. Sein Abschlussfilm erhielt einen Royal Television Society Award als beste studentische Arbeit. Anschließend drehte er den Kurzfilm The Voorman Problem. Das Drehbuch hatte er zusammen mit Baldwin Li verfasst. Für den Film erhielt er Nominierungen für den BAFTA Award sowie für den Oscar in der Kategorie Bester Kurzfilm. Außerdem gewann er damit das Colchester Film Festival und das St. Louis International Film Festival. Anschließend drehte er den Kurzfilm Full Time, der auf dem Shanghai International Film Festival den Preis „Grand Short“ gewann und für den Jury-Preis des Leuven International Short Film Festival nominiert wurde. Bei diesem Film arbeitete er wieder mit dem Produzenten Baldwin Li zusammen.
Derzeit (2017) arbeitet er an England Is Mine, einem Biopic über den Sänger Morrissey. Das Biopic soll sich auf die Prä-Smiths-Ära konzentrieren und im Juli 2017 als Abschlussfilm des Edinburgh International Film Festivals seine Weltpremiere feiern.

## Filmografie
- 2011: The Voorman Problem (Kurzfilm)
- 2013: Full Time
- 2017: England Is Mine
- 2024: Ravens